# Seven Femenino de Dubái 2013
El Seven Femenino de Dubái de 2013 fue la tercera edición del torneo de rugby 7, fue el primer torneo de la Serie Mundial Femenina de Rugby 7 2013-14.
Se desarrolló en el The Sevens Stadium de la ciudad de Dubái, Emiratos Árabes Unidos.

## Fase de grupos

### Grupo A
| Equipo         | Encuentros | Encuentros | Encuentros | Encuentros | Tantos  | Tantos    | Tantos     | Puntos |
| Equipo         | jugados    | ganados    | empatados  | perdidos   | a favor | en contra | diferencia | Puntos |
| -------------- | ---------- | ---------- | ---------- | ---------- | ------- | --------- | ---------- | ------ |
| Nueva Zelanda  | 3          | 3          | 0          | 0          | 93      | 7         | +86        | 9      |
| Estados Unidos | 3          | 1          | 1          | 1          | 36      | 62        | −26        | 6      |
| Fiyi           | 3          | 1          | 0          | 2          | 64      | 62        | +2         | 5      |
| Irlanda        | 3          | 0          | 1          | 2          | 17      | 79        | −62        | 4      |

### Grupo B
| Equipo     | Encuentros | Encuentros | Encuentros | Encuentros | Tantos  | Tantos    | Tantos     | Puntos |
| Equipo     | jugados    | ganados    | empatados  | perdidos   | a favor | en contra | diferencia | Puntos |
| ---------- | ---------- | ---------- | ---------- | ---------- | ------- | --------- | ---------- | ------ |
| Rusia      | 3          | 2          | 1          | 0          | 68      | 10        | +58        | 8      |
| España     | 3          | 1          | 2          | 0          | 69      | 24        | +45        | 7      |
| Inglaterra | 3          | 1          | 1          | 1          | 50      | 31        | +19        | 6      |
| Túnez      | 3          | 0          | 0          | 3          | 5       | 127       | −122       | 3      |

### Grupo C
| Equipo    | Encuentros | Encuentros | Encuentros | Encuentros | Tantos  | Tantos    | Tantos     | Puntos |
| Equipo    | jugados    | ganados    | empatados  | perdidos   | a favor | en contra | diferencia | Puntos |
| --------- | ---------- | ---------- | ---------- | ---------- | ------- | --------- | ---------- | ------ |
| Australia | 3          | 3          | 0          | 0          | 86      | 10        | +76        | 9      |
| Canadá    | 3          | 1          | 1          | 1          | 38      | 29        | +9         | 6      |
| Brasil    | 3          | 1          | 1          | 1          | 34      | 57        | −23        | 6      |
| Francia   | 3          | 0          | 0          | 3          | 7       | 69        | −62        | 3      |

## Fase Final

### Copa de oro
|  | Cuartos de final | Cuartos de final | Cuartos de final |           |               | Semifinales   | Semifinales | Semifinales |        |               | Copa          | Copa         | Copa |  |
|  |                  |                  |                  |           |               |               |             |             |        |               |               |              |      |  |
|  |                  |                  |                  |           |               |               |             |             |        |               |               |              |      |  |
|  | Nueva Zelanda    | Nueva Zelanda    | 40               |           |               |               |             |             |        |               |               |              |      |  |
|  | Nueva Zelanda    | Nueva Zelanda    | 40               |           |               |               |             |             |        |               |               |              |      |  |
|  | Brasil           | Brasil           | 7                |           |               |               |             |             |        |               |               |              |      |  |
|  | Brasil           | Brasil           | 7                |           | Nueva Zelanda | Nueva Zelanda | 19          |             |        |               |               |              |      |  |
|  |                  |                  |                  |           | Nueva Zelanda | Nueva Zelanda | 19          |             |        |               |               |              |      |  |
|  |                  |                  | Canadá           | Canadá    | 5             |               |             |             |        |               |               |              |      |  |
|  | Canadá           | Canadá           | Canadá           | Canadá    | 5             | 17            |             |             |        |               |               |              |      |  |
|  | Canadá           | Canadá           |                  |           |               |               |             |             |        |               |               |              |      |  |
|  | España           | España           | 12               |           |               |               |             |             |        |               |               |              |      |  |
|  | España           | España           | 12               |           |               |               |             |             |        | Nueva Zelanda | Nueva Zelanda | 27           |      |  |
|  |                  |                  |                  |           |               |               |             |             |        | Nueva Zelanda | Nueva Zelanda | 27           |      |  |
|  |                  |                  | Australia        | Australia | 35            |               |             |             |        |               |               |              |      |  |
|  | Rusia            | Rusia            | Australia        | Australia | 35            | 36            |             |             |        |               |               |              |      |  |
|  | Rusia            | Rusia            |                  |           |               |               |             |             |        |               |               |              |      |  |
|  | Estados Unidos   | Estados Unidos   | 0                |           |               |               |             |             |        |               |               |              |      |  |
|  | Estados Unidos   | Estados Unidos   | 0                |           | Rusia         | Rusia         | 0           |             |        | Tercer lugar  | Tercer lugar  | Tercer lugar |      |  |
|  |                  |                  |                  |           | Rusia         | Rusia         | 0           |             |        | Tercer lugar  | Tercer lugar  | Tercer lugar |      |  |
|  |                  |                  | Australia        | Australia | 31            |               |             |             |        |               |               |              |      |  |
|  | Australia        | Australia        | Australia        | Australia | 31            | 19            |             |             | Canadá | Canadá        | 10            |              |      |  |
|  | Australia        | Australia        |                  |           |               |               |             |             | Canadá | Canadá        | 10            |              |      |  |
|  | Inglaterra       | Inglaterra       | 12               |           |               |               |             |             |        |               | Rusia         | Rusia        | 15   |  |
|  | Inglaterra       | Inglaterra       | 12               |           |               |               |             |             |        |               | Rusia         | Rusia        | 15   |  |
|  |                  |                  |                  |           |               |               |             |             |        |               |               |              |      |  |

| Bandera de Australia   |
| Campeón Australia      |
| 1º título del circuito |